# مگان واکر
مگان واکر (انگلیسی: Megan Walker؛ زادهٔ ۲۳ نوامبر ۱۹۹۸) بازیکن بسکتبال اهل ایالات متحده آمریکا است.